# London Grand Prix 2009
Aviva London Grand Prix 2009 è stata l'edizione 2009 del London Grand Prix, annuale meeting di atletica leggera, e si è svolto nelle giornate del 24 e 25 luglio 2009, al Crystal Palace National Sports Centre di Londra. Il meeting è stato la terza tappa del Super Grand Prix e la diciottesima del World Athletics Tour 2009.

## Programma
Il meeting è stato disputato su due giorni e ha visto lo svolgimento di 28 specialità, 14 maschili e altrettante femminili. Oltre a queste, erano inserite in programma batterie e serie ulteriori di alcune specialità, gare giovanili, per disabili e competizioni promozionali.

### Giorno 1
Il primo giorno del meeting, 24 luglio 2009, ha visto l'inizio delle competizioni alle 17:25 (17:50 con le competizioni internazionali) ed è terminato alle 20:20.
| # | Orario | Specialità     |
| - | ------ | -------------- |
| 1 | 18:12  | Getto del peso |
| 2 | 19:08  | Salto triplo   |
| 3 | 19:24  | 800 m          |
| 4 | 19:34  | 5000 m         |
| 5 | 20:07  | 110 m hs       |
| 6 | 20:17  | 100 m          |

| # | Orario | Specialità       |
| - | ------ | ---------------- |
| 1 | 17:50  | Salto con l'asta |
| 2 | 18:07  | 400 m            |
| 3 | 18:40  | 200 m            |
| 4 | 18:57  | Salto in alto    |
| 5 | 19:14  | 800 m            |
| 6 | 19:57  | 4×100 m          |

### Giorno 2
Il secondo giorno del meeting, 25 luglio 2009, ha visto l'inizio delle competizioni alle 13:00 (14:05 con le competizioni internazionali) ed è terminato alle 17:20.
| # | Orario | Specialità       |
| - | ------ | ---------------- |
| 1 | 14:14  | Salto con l'asta |
| 2 | 14:23  | 200 m            |
| 3 | 15:00  | 400 m hs         |
| 4 | 15:27  | Salto in alto    |
| 5 | 16:05  | Salto in lungo   |
| 6 | 16:29  | 400 m            |
| 7 | 17:05  | Miglio           |
| 8 | 17:19  | 4×100 m          |

| # | Orario | Specialità             |
| - | ------ | ---------------------- |
| 1 | 14:05  | Salto in lungo         |
| 2 | 15:08  | Lancio del giavellotto |
| 3 | 15:12  | 3000 m siepi           |
| 4 | 15:31  | 1500 m                 |
| 5 | 15:57  | 400 m hs               |
| 6 | 16:08  | 5000 m                 |
| 7 | 16:41  | 100 m hs               |
| 8 | 16:54  | 100 m                  |

## Risultati
Di seguito i primi tre classificati di ogni specialità.

### Uomini
| Specialità        | 1º classificato    | Prestazione | 2º classificato       | Prestazione | 3º classificato    | Prestazione |
| 100 m             | Usain Bolt         | 9"91        | Yohan Blake           | 10"11       | Daniel Bailey      | 10"13       |
| 200 m             | Tyson Gay          | 20"00       | Wallace Spearmon      | 20"35       | Paul Hession       | 20"40       |
| 400 m             | Michael Bingham    | 45"03       | Angelo Taylor         | 45"15       | Jamaal Torrance    | 45"56       |
| 800 m             | Gary Reed          | 1'45"85     | Adam Kszczot          | 1'46"05     | Nick Symmonds      | 1'46"11     |
| Miglio            | Bernard Lagat      | 3'52"71     | Leonel Manzano        | 3'53"01     | Lopez Lomong       | 3'53"35     |
| 5000 m            | Mohammed Farah     | 13'09"14    | Sammy Mutahi          | 13'10"17    | Mike Kipruto Kigen | 13'17"79    |
| 110 m hs          | Dayron Robles      | 13"29       | Ryan Brathwaite       | 13"31       | Andrew Turner      | 13"66       |
| 400 m hs          | Kerron Clement     | 48"85       | Bershawn Jackson      | 48"99       | Micheal Tinsley    | 49"04       |
| Salto in alto     | Jaroslav Bába      | 2,33 m      | Germaine Mason        | 2,31 m      | Jesse Williams     | 2,31 m      |
| Salto con l'asta  | Steven Hooker      | 5,70 m      | Derek Miles           | 5,70 m      | Alhaji Jeng        | 5,55 m      |
| Salto in lungo    | Dwight Phillips    | 8,33 m      | Christopher Tomlinson | 8,21 m      | Greg Rutherford    | 8,06 m      |
| Salto triplo      | Brandon Roulhac    | 17,33 m     | Arnie David Girat     | 17,18 m     | Phillips Idowu     | 17,16 m     |
| Getto del peso    | Christian Cantwell | 21,82 m     | Reese Hoffa           | 21,55 m     | Tomasz Majewski    | 21,43 m     |
| Staffetta 4×100 m | Racers Track Club  | 37"46       | Stati Uniti           | 38"05       | Regno Unito        | 38"44       |

### Donne
| Specialità             | 1º classificata          | Prestazione | 2º classificata  | Prestazione | 3º classificata                 | Prestazione |
| 100 m                  | Carmelita Jeter          | 10"92       | Chandra Sturrup  | 11"09       | LaVerne Jones-Ferrette          | 11"21       |
| 200 m                  | Debbie Ferguson-McKenzie | 23"11       | Marshevet Hooker | 23"30       | Emily Freeman                   | 23"34       |
| 400 m                  | Nicola Sanders           | 51"54       | Shana Cox        | 51"56       | Monica Hargrove                 | 51"66       |
| 800 m                  | Jemma Simpson            | 2'01"08     | Jennifer Meadows | 2'01"35     | Marilyn Okoro                   | 2'01"78     |
| 1500 m                 | Anna Willard             | 4'07"95     | Shannon Rowbury  | 4'08"21     | Lisa Dobriskey                  | 4'08"27     |
| 5000 m                 | Tirunesh Dibaba          | 14'33"65    | Sentayehu Ejigu  | 14'40"00    | Kimberley Smith                 | 14'52"49    |
| 100 m hs               | Sally McLellan           | 12"65       | Perdita Felicien | 12"66       | LoLo Jones                      | 12"71       |
| 400 m hs               | Lashinda Demus           | 53"65       | Melaine Walker   | 54"55       | Sheena Tosta                    | 55"31       |
| 3000 m siepi           | Katarzyna Kowalska       | 9'34"07     | Lisa Galaviz     | 9'34"30     | Netsanet Achamo                 | 9'34"31     |
| Salto in alto          | Blanka Vlašić            | 2,02 m      | Ruth Beitia      | 1,92 m      | Amy Acuff Levern Spencer        | 1,88 m      |
| Salto con l'asta       | Anna Rogowska            | 4,68 m      | Elena Isinbaeva  | 4,68 m      | Kristina Gadschiew Monika Pyrek | 4,58 m      |
| Salto in lungo         | Naide Gomes              | 6,99 m      | Tatyana Lebedeva | 6,90 m      | Ksenija Balta                   | 6,85 m      |
| Lancio del giavellotto | Steffi Nerius            | 64,64 m     | Goldie Sayers    | 59,82 m     | Kimberley Mickle                | 59,67 m     |
| Staffetta 4×100 m      | Stati Uniti              | 42"39       | Bahamas          | 43"35       | Stati Uniti "B"                 | 43"51       |